# Сольца-Мала
Сольца-Мала (пол. Solca Mała) — село в Польщі, у гміні Озоркув Зґерського повіту Лодзинського воєводства.
Населення — 208 осіб (2011).
У 1975-1998 роках село належало до Лодзинського воєводства.

## Демографія
Демографічна структура станом на 31 березня 2011 року:
|          | Загалом | Допрацездатний вік | Працездатний вік | Постпрацездатний вік |
| -------- | ------- | ------------------ | ---------------- | -------------------- |
| Чоловіки | 103     | 25                 | 67               | 11                   |
| Жінки    | 105     | 23                 | 56               | 26                   |
| Разом    | 208     | 48                 | 123              | 37                   |